# Bickjatjärnen
Bickjatjärnen är en sjö i Färgelanda kommun i Dalsland och ingår i Örekilsälvens huvudavrinningsområde. Sjöns area är 0,004 kvadratkilometer och den är belägen 189 meter över havet.